# Extinction Rebellion Nederland

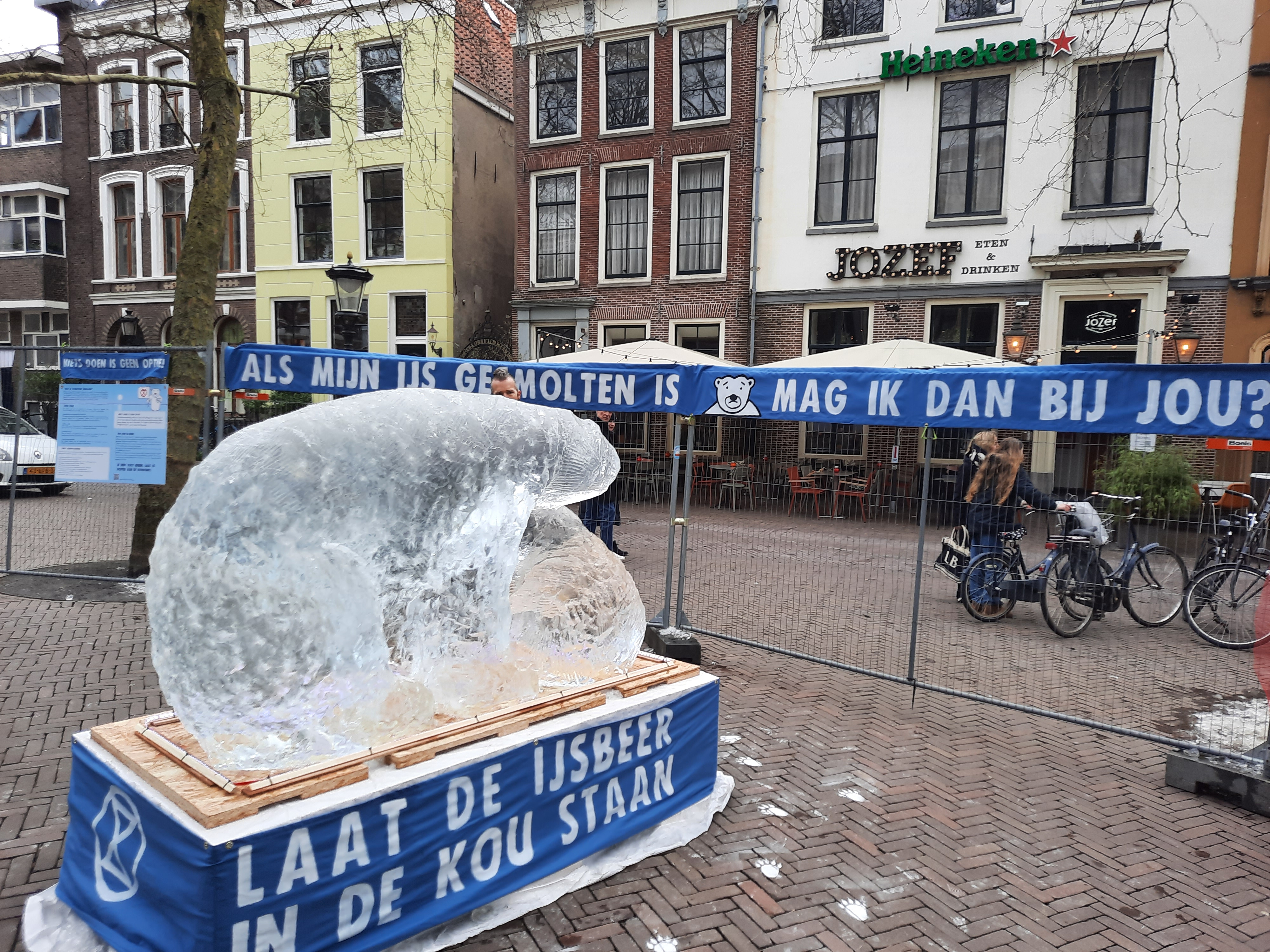
Ijsscultuur van een ijsbeer in Utrecht in 2025, bij spandoeken met de tekst "Als mijn ijs gesmolten is ... mag ik dan bij jou?"

Extinction Rebellion Nederland of XRNL is een activistische milieugroep in Nederland, die onderdeel vormt van de in 2018 opgerichte internationale beweging Extinction Rebellion met wortels in de academische wereld in het Verenigd Koninkrijk.
De groep streeft naar een wereld waarin de menselijke samenleving en milieu "op een vruchtbare manier" met elkaar zijn verbonden, en die wordt gekenmerkt door "eerlijke, collectieve besluitvormingsprocessen". De groep vreest het uitsterven van dier- en plantensoorten, en uiteindelijk ook een onleefbare aarde voor mensen. Ze wil dat elk land een 'Deltaplan klimaat' opstelt en uitvoert dat de uitstoot van broeikasgas radicaal doet verminderen. Daarbij zou een zogenaamde  'Burgerkamer' de politici moeten bijstaan. Met geweldloze acties wil de groep de samenleving klimaatneutraal maken.
De groep laat van zich spreken via korte en langere straatacties en blokkades. Het autoverkeer wordt stopgezet en moet wachten. In 2019 waren er in Nederland demonstraties bij het Shell hoofdkantoor in Den Haag en het Gasuniegebouw in Groningen. In hetzelfde jaar waren er ook demonstraties op de T-splitsing bij het Rijksmuseum in Amsterdam en op de rotonde bij de campus van de universiteit in Wageningen. In 2022 heeft XR actie gevoerd op onder andere Schiphol tegen privéjets en in Den Haag tegen subsidies voor olie, kolen en gas.

## A12-blokkade

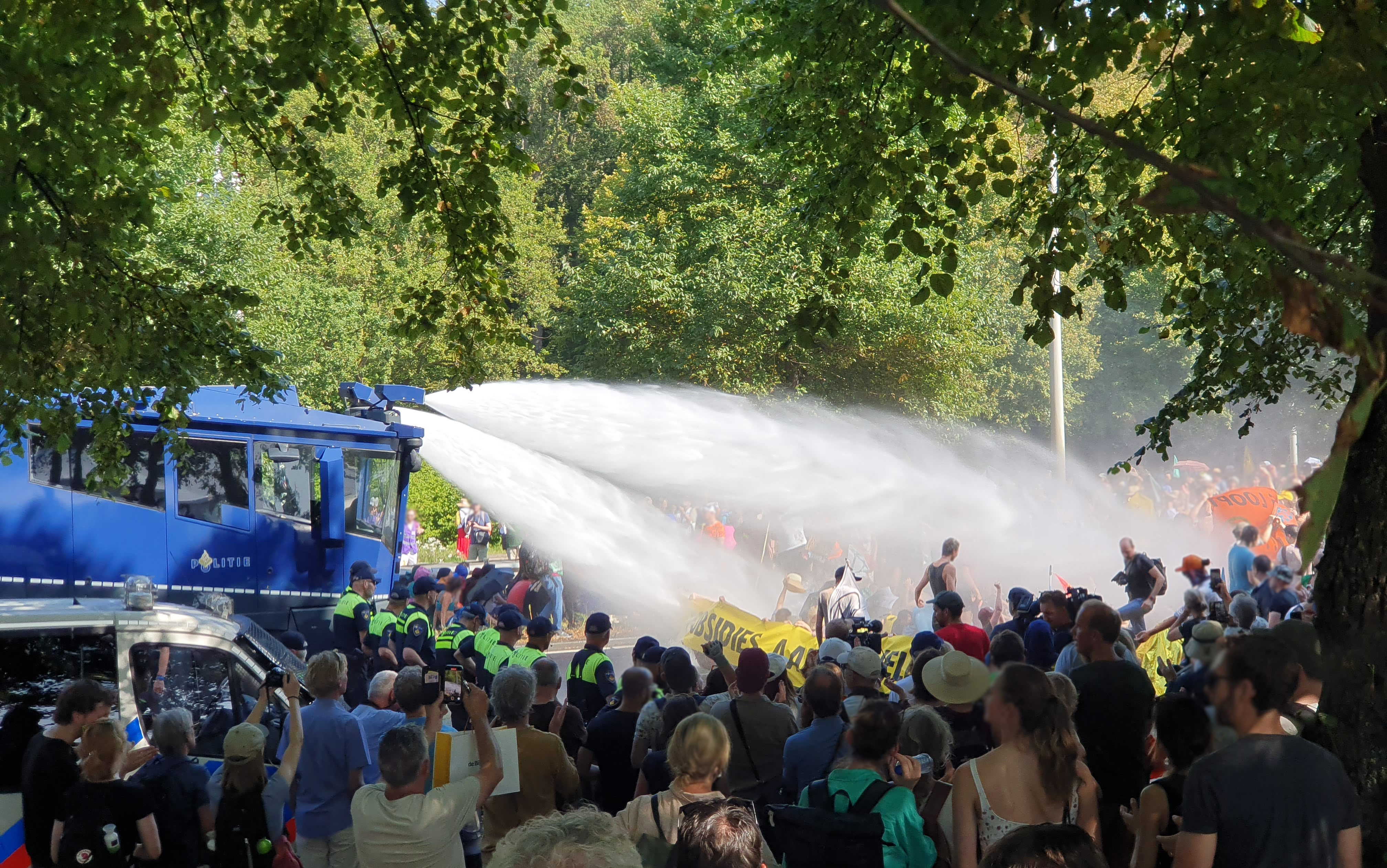
Demonstranten worden met waterkanonen bespoten door de politie

Extinction Rebellion Nederland kreeg onder meer bekendheid door de grote burgerlijk ongehoorzame acties, georganiseerd op de A12 in Den Haag. Bij deze A12-blokkades, waarvan de eerste plaatsvond op 6 juli 2022, is de afrit van de snelweg geblokkeerd door demonstranten. Extinction Rebellion sprak in 2023 bij deze acties de intentie uit om de blokkades voort te zetten totdat de overheid "stopt met het uitgeven van €37,5 miljard aan fossiele subsidies". Waar bij de eerste actie in 2022 zo'n 90 demonstranten deelnamen, zijn bij de zevende actie op 27 mei 2023 in totaal 1587 actievoerders door de politie aangehouden. Extinction Rebellion heeft in juni 2023 een 'permanente blokkade' aangekondigd, die plaats zou moeten vinden vanaf 9 september.

## Erkenning
In oktober 2023 behaalde Extinction Rebellion de eerste plaats in de Duurzame 100 van dagblad Trouw. Juryvoorzitter Klaske Kruk prees het burgerinitiatief om hoe ze met een groeiend aantal burgers de agenda bepaalt in haar strijd voor de afschaffing van fossiele subsidies.